# Ulu
Ulu is een eiland in Papoea-Nieuw-Guinea. Het is 7 km² groot en het hoogste punt is 41 m.
De volgende zoogdieren komen er voor:
- Zwarte rat (Rattus rattus) (geïntroduceerd)
- Dobsonia praedatrix
- Macroglossus minimus
- Melonycteris melanops
- Pteropus hypomelanus
- Rousettus amplexicaudatus
- Hipposideros calcaratus